# Paweł Zaorski
Paweł Zaorski (ur. 26 stycznia 1781 w Warszawie, zm. 20 lutego 1862 tamże) – polski bibliograf, bibliotekarz, urzędnik Komisji Rządowej Spraw Wewnętrznych, Duchownych i Oświecenia Publicznego Królestwa Polskiego.

## Życiorys
Urodził się w Warszawie 26 stycznia 1781 w rodzinie Wojciecha herbu Lubicz i jego żony Katarzyny z d. Zdrojkowskiej. Ukończył Szkołę Główną Krakowską i nauczał łaciny w szkołach ziemi płockiej.
Zajmował się z upodobaniem bibliografią i za sprawą S.B. Lindego został sprowadzony do Warszawy i zatrudniony w powstałej bibliotece publicznej jako vice-bibliotekarz. W 1818 został bibliotekarzem i pracował do emerytury w 1849. Odznaczał się pilnością, sumiennością i zamiłowaniem w wykonywanej pracy. W latach 1821-22 współpracował z "Gazetą Literacką", gdzie zamieszczał opracowania dotyczące bibliografii. W latach 1846–1849 kierował Biblioteką Uniwersytecką w Warszawie.
W małżeństwie z Honoratą Józefą Radomińską h. Prus (II) miał dwóch synów - Wiktora Ignacego i Józefa Antoniego. Zmarł 20 lutego 1862 w Warszawie.